# 実松譲
実松 譲（さねまつ ゆずる、1902年（明治35年）11月20日 - 1996年（平成8年）12月20日）は、日本の海軍軍人、著作家。
米内光政海相時代の大臣秘書官や、駐米大使館附武官補佐官を務め、太平洋戦争においては情報解析に実績を残す。海軍大佐で終戦を迎え11年半の巣鴨プリズン生活をおくった後は主として海軍関係の書を著し、刊行数は100点近くにおよんだ。

## 生涯
小学校校長の長男として佐賀県武雄市に生まれ 海軍兵学校に進んだ。母校の佐賀中学は佐賀藩の藩校弘道館の流れをくみ、当時の最難関校の一つであった海軍兵学校に多くの合格者を送り出した中学である。実松は海兵51期生として中位の席次で卒業後、「浅間」乗組みとして実務訓練を受ける。練習艦隊幹部は司令官斎藤七五郎、「磐手」艦長米内光政、航海の神様と呼ばれた「浅間」艦長米村末喜、指導官附安田義達らで構成されていた。

### 艦船勤務

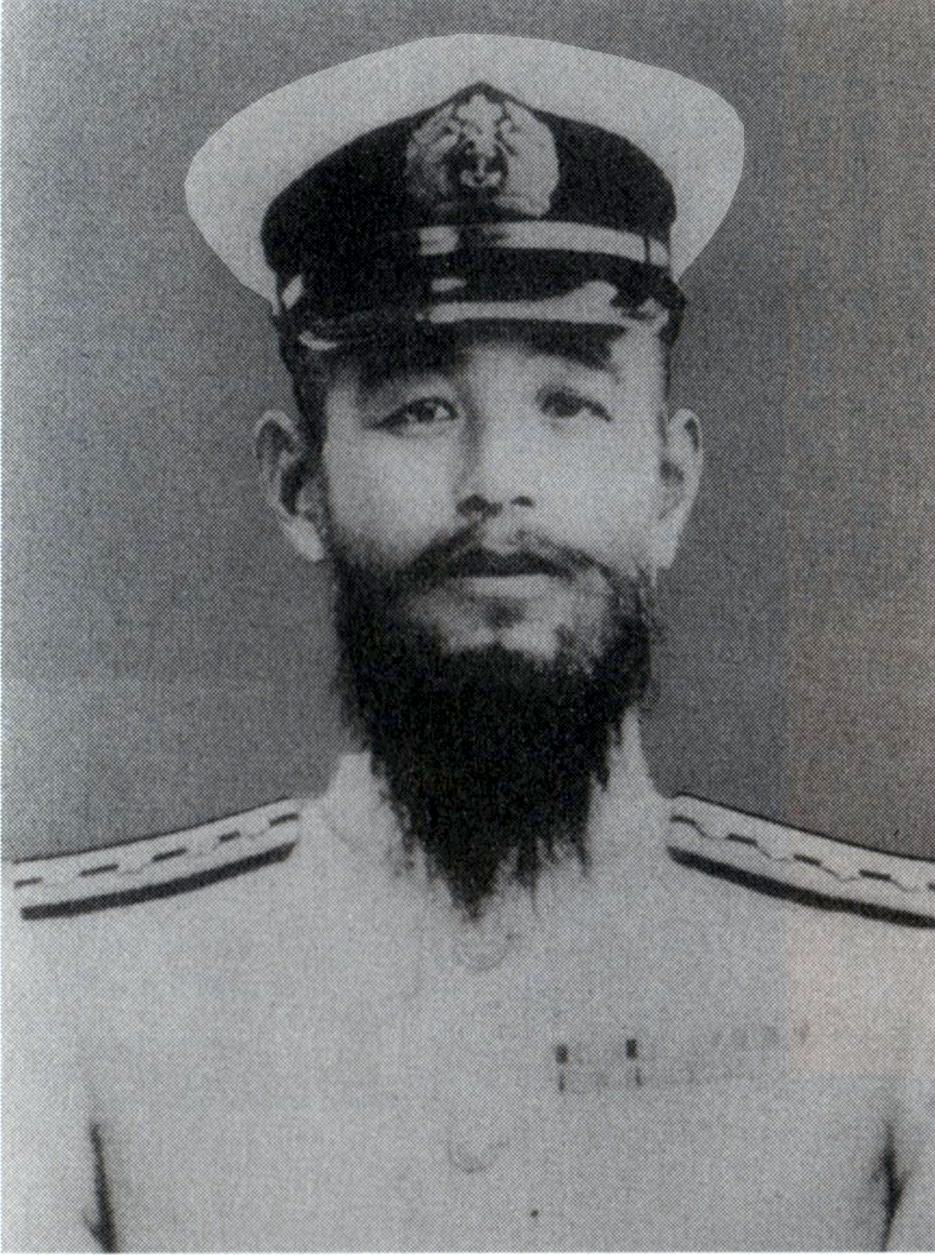
五十鈴時代の同僚堀内豊秋（砲術長）

実松は1937年（昭和12年）11月に海軍省副官兼海相秘書官に就任して以降は陸上勤務のみであったが、初級士官時代や大尉、少佐時代の初期までは各種艦船に乗組んでいる。少尉候補生時代に最初に乗組んだのが連合艦隊旗艦「長門」であり、航海士附として艦隊勤務が始まった。中尉時代には第一遣外艦隊所属艦船で勤務し、陸戦隊を率いて居留民保護に任じたこともある。大尉進級までに配乗となった艦は駆逐艦「蓮」、「樫」、砲艦「安宅」、軽巡洋艦「阿武隈」であった。大尉時代に航海学生課程を卒業して航海術専攻の将校となり、以降は駆逐艦「吹雪」、測量船「淀」で航海長を務める。そのほか、駆逐艦「雷」艤装員や潜水母艦「韓崎」の水雷長も務めた。

### 海軍大学校・五十鈴航海長
2年間の呉鎮守府副官を経て海軍大学校甲種課程(第34期)に学ぶ。同期生には学生長の大井篤、豊田隈雄、海兵52期の高松宮、猪口力平などがおり、寺本武治、宇垣纏、阿部弘毅らの指導を受けた。戦後に実松は海大における海上交通保護軽視の実例を示している。海兵、海大とも同期の堤正之は近所に住まい、登下校をともにした仲であったが、二・二六事件後に自決した。卒業後に第一潜水戦隊旗艦であった軽巡洋艦「五十鈴」の航海長に補される。実松は4年半にわたり陸上配置にあり、初期には失敗を犯すこともあったが、艦長山口多聞のもとで旗艦航海長を務め、日中戦争において中南支の沿岸封鎖に従事した。実松の航海長時代の「五十鈴」には臣籍降下した皇族出身の司令官と少尉が乗艦していたが、この少尉の成績は芳しくなく、司令官は実松に対し善処を要望した。実松は山口に相談したが、山口は要望を拒み、そのうえで山口と実松は少尉に特別指導を行った。この元皇族少尉はのちに根拠地隊参謀として戦死している。

### 海相秘書官

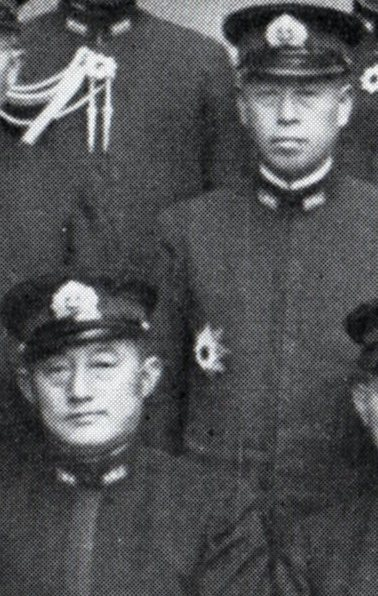
実松が補佐した米内光政（前）と山本五十六（後）。実松は戦後に米内の評伝を著し、また海軍左派トリオの一人である井上成美についても高く評価していた。

海軍省副官兼大臣秘書官は大臣官房のスタッフで、海軍省におけるあらゆる書類の内容を確認する激職であり、実松の後任となる福地誠夫によれば一日で3000の押印が必要であった。実松が補佐した海相は米内光政である。実松の在任時は日独伊三国同盟締結に向けた政治状況にあり、米内や、山本五十六次官、井上成美軍務局長ら海軍省首脳は反対していたため、実松や横山一郎らの副官、秘書官は同盟締結を求める国会議員や右翼団体らの応対にあたる。山本次官の暗殺を謀る動きもあり、海軍省は臨戦態勢を整え、実松らは大臣、次官警護のため実弾を装填した拳銃を準備していた。実松は三国同盟を推進していた陸軍に反感を抱き、その感情は晩年に至っても強かった。2年にわたる任期を終える際の実松について阿川弘之はその著作で「心浮き浮き、・・・所掌事項の申継ぎ等半分上の空」と描写しているが、福地は「秘書官稼業の苦しかったことの同情」がこのような表現になったと指摘している。実際に実松の用意していた申継書類は事細かなものであった。

### 大使館附武官補佐官
米国駐在を命じられ、1940年（昭和15年）1月26日に出発する。この日は日米通商航海条約が失効した日であり、すでに日米関係は緊迫していた。実松はプリンストン大学大学院で米国の歴史、政治を学ぶが、8月にはワシントンに設けられていた武官室勤務となり、11月に中佐に進級する。実松の補佐官時代は日米関係が悪化の度を加え、立花事件や「日新丸」の暗号書問題など様々な悶着が起き、遣独使節団の派遣やドイツから日本に提供された工作機械の輸送にあたる「浅香丸」のパナマ運河通過問題に際しては現地交渉を行った。このほか伊国海軍武官から英国海軍の秘密兵器の情報を入手し、電波探信兵器に対する準備が必要であると具申している。実松の後任予定者は中山定義であったが、海軍武官府は外交官資格を有しない者を米国外に分散させており、中山は短期間で南米に赴いている。実松は陸軍武官の磯田三郎、海軍武官の横山一郎らと野村吉三郎大使を補佐して最後の対米交渉に関わる。実松自身は著書『真珠湾までの365日』で「1941年（昭和16年）12月に「東の風、雨」という短波放送を受信して開戦を知り、暗号書、機密書類を処分したと証言しているが、このいわゆる「ウィンドメッセージ」の真偽については議論が分かれており、須藤眞志は外務省の暗号書・機械処分指示の公電との比較から辻褄が合わないと指摘しているほか、井口武夫は実松が野村大使にメッセージについて伝えた形跡がないことから「聞いていなかったとも思われる」と記している。現地時間の12月7日午前9時頃、出勤した実松は郵便受けに放置されている大量の電報を目撃した。この電報が「対米覚書」、すなわち日本政府の対米交渉打ち切り通告であったと実松は記しているが、複数の大使館関係者は事実と異なると指摘（公電は電信会社が直接配達し、大使館員が不在なら通知を残して持ち帰る慣習で、実際には実松の出勤前に当直担当者が受領していた）しており、実松は別の電報を誤認（直前に死去してこの日葬儀が営まれた新庄健吉に対する弔電とされる）したという反論を受けている。打ち切り通告のアメリカ国務省への手交は指定時刻に間に合わずに宣戦布告（最後通牒）は真珠湾攻撃後となった。これに関し後の東京裁判で、対米通告の発信自体を意図的に遅らせたのではないかという追及に対して弁護側は現地大使館の処理に責任を負わせる弁明をおこなったが、実松の証言(実際は間違った内容であった可能性があるが）はそれを補強するものとして広く流布することとなったと井口武夫は指摘している。実松らは抑留され、交換船で帰還したのは翌年の8月20日である。

### 軍令部第五課

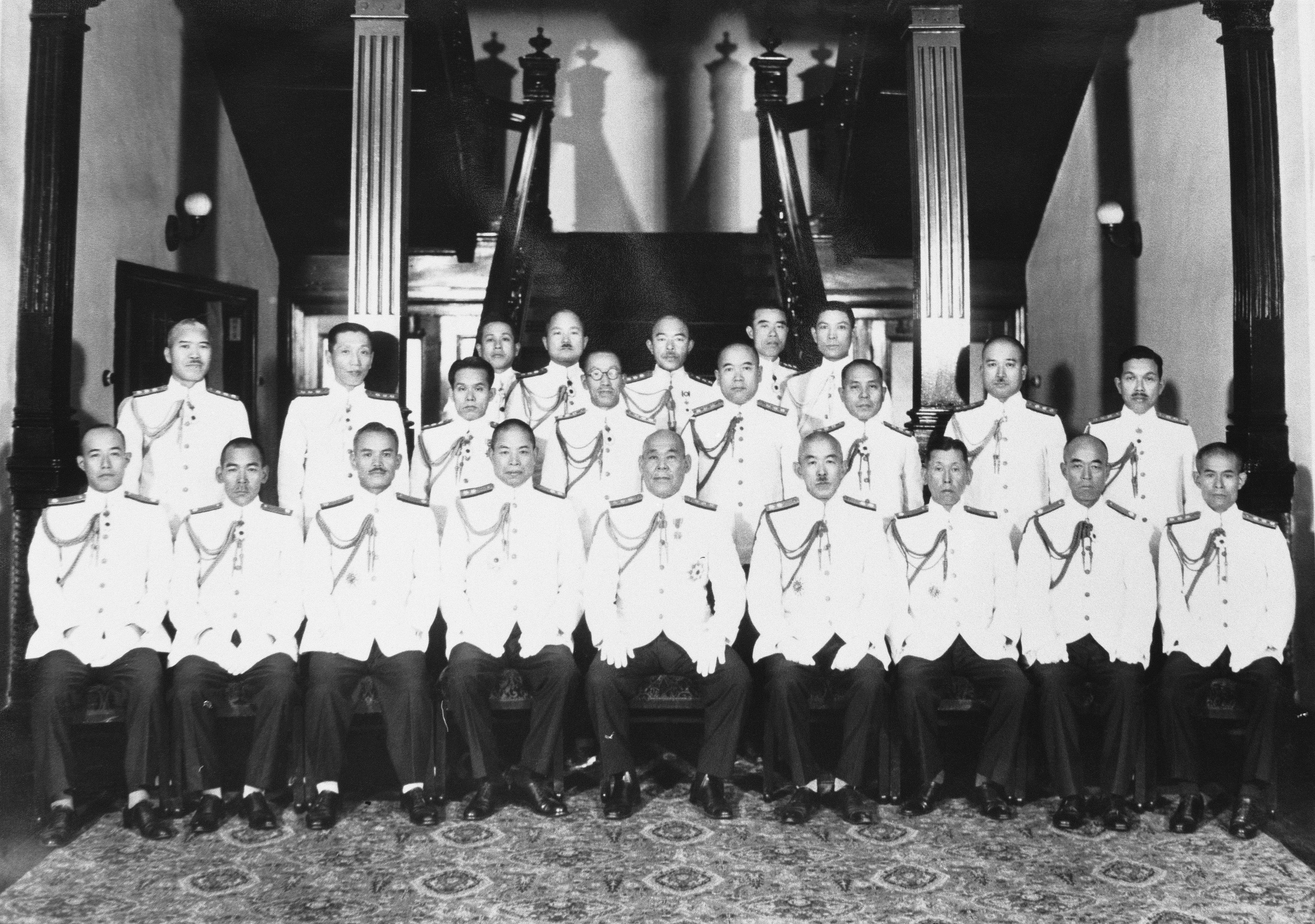
実松在任時の軍令部首脳。二列目右から二人目が第五課長の竹内馨。

実松は軍令部第三部第五課の米国班長に補され海大教官を兼務した。着任当時の第五課は課長を含めた人員が4名、内1名は他の職務との兼任者であり、人員の不足は明らかであった。人事局は士官が不足している状況から正規士官の配員に難色を示しており、短期現役士官や予備士官によって充員が行われる。人員拡充は引き続き行われ、1944年（昭和19年）7月には士官以外の者を含め54名となっている。こうして対米情報作業が本格化したのはすでにサイパンの戦いが終結する時期で、実松は「海軍は腰だめで戦争した」とその情報軽視を批判している。第五課で実松らが行った対米情報作業は捕虜から情報を得ることも方法としていたが、主として統計的手法を用いて米側の企図を判断するものであった。基礎となる情報は、米国のラジオ放送や中立国経由で入手したものであり、これを解析して第五課が提供する対米情報は連合艦隊司令部の作戦に直接役立っていた。
実松は米軍の主攻勢方面も的確に言い当てている。主攻勢方面については3つの可能性が考えられていたが、実松は以下のように主張していたのである。日米の決戦であったマリアナ沖海戦は中部太平洋で生起し、軍令部作戦課員であった源田實は実松のこの判断を「さすがに的確」であったと述べている。
実松ら第五課が作成した対米情報はほぼ正確なもので、米軍は暗号解読や諜報組織の存在を疑い戦後に実松を問い詰めている。実松はその手法を説明したが、米軍士官の理解を超えていたという。この際実松らが作成し、米軍士官が説明を求めた『対日作戦米地上部隊配備推定要図』は"血みどろな不断の努力の結晶"であった。
一方、実松はアメリカ情報を得る一環として、尋問を目的とした捕虜収容施設である横須賀海軍警備隊植木分遣隊（通称・大船収容所）の運営にも深く関与した。実松自身は戦後の1974年、『別冊週刊読売』9月号に「大船収容所始末記」という手記を寄せている。それによると、「現実の捕虜を目の前にしてなんの情報も得られないのも残念な話である。なんとかして彼らを利用したい」という理由でこの施設は設置された。実松は手記の中で「捕虜からバカにされるような尋問者は、とても有用な情報を入手できない」「情報を提供させるためには、まず第一に捕虜の立場を理解することである。（中略）矢折れ力尽きて敵の軍門に降ることを、彼らはあえて異としない。だから、われわれとは本質的に違う”捕虜心理”をよく念頭におき、彼らに接し、彼らを遇することが必要であろう」と記している。大船収容所で実松の尋問を受けたグレゴリー・ボイントンが「（実松の）物腰は非常に穏やかであった」と戦後の回想に記している一方で、収容所長の海軍少尉は「黙秘する捕虜への殴打や食事抜きなどを実松から命じられた」と戦後に証言している。施設への収容中は国際法上の正式な捕虜の扱いをせず、尋問終了後に陸軍の管轄する正式な収容所に移されたが、移送の判断は実松に委ねられていた。

### 戦後

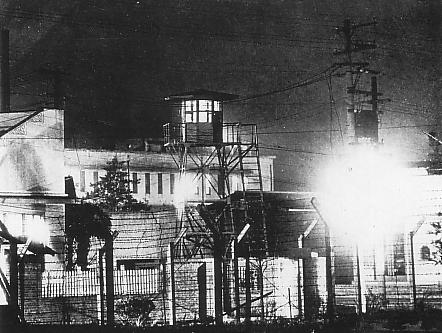
巣鴨プリズン（1948年）

1945年（昭和20年）11月に予備役となり第二復員省（のち復員庁）に勤務するが、大船収容所事件でBC級戦犯に問われ、重労働40年（のちに38年9ヶ月に減刑）の判決を受けた。実松は1974年の手記で、「故意かつ不法な虐待を命じ、米軍将校2名の死に関与した」ことなどによる極刑の求刑に対し、ほとんど虚偽だと抗弁したが、弁護人からの「ある種の『政治的妥協』によって自己の非行を認めれば、最悪の事態を回避できる」という提案に従い、極刑を回避したと記している。源田は実松につき「誠実な紳士であり、捕虜など虐待するような人ではなく」、その判決が理解できないと述べているが、収容所長の証言は前記の通りである。1953年（昭和28年）に実質的な外部就職が認められ、山一證券外国部に巣鴨プリズンから勤務した。正式に釈放されたのは1958年（昭和33年）3月である。この間に母、次男、末弟などが世を去っていた。実松の巣鴨プリズン生活を支えたのは「人間というものは、いついかなる場合でも、自分のめぐりあった境遇を、もっとも意義あらしめることが大切である」との言葉である。この言葉は海相の米内が秘書官の実松に直接語ったものであった。
釈放後の実松は下記の著作を発表し、また海軍に関心を抱く者に助言や資料の提供を行った。その恩恵を受けた者に阿川弘之や保阪正康がいる。病によって半身の自由を失いながらもその著作活動は平成に至っても続けられた。

## 著作

### 単著
- 『原爆スパイ事件 戦争とマジック情報』秋田書店サンデー新書 1963
- 『国際謀略 - 世界を動かす情報戦争』講談社ミリオンブックス 1964
- 『米内光政』光人社 1966
  - 『米内光政 - 山本五十六が最も尊敬した一軍人の生涯』光人社 1990、のち光人社NF文庫（以下略）
  - 『米内光政正伝』光人社 2009
- 『吾子よ死なないで 勇気ある者の愛と死の記録』光人社 1967
- 『真珠湾までの365日 - 歴史の裏側の偉大な物語り』光人社 1969、のち「― 真珠湾攻撃 - その背景と謀略」文庫
- 『情報戦争』図書出版社 1972
  - 『日米情報戦記』図書出版社 1980、のち「日米情報戦 - 戦う前に敵の動向を知る」光人社NF文庫
- 『巣鴨』図書出版社 1972、のち「巣鴨獄中記」光人社NF文庫
- 『日本海軍英傑伝 - 日本海軍人物太平洋戦争』光人社 1972、のち文庫
- 『最後の砦 - 提督吉田善吾の生涯』光人社 1974 
  - 『提督吉田善吾 - 日米の激流に逆らう最後の砦』 光人社 1979、のち文庫
- 『海軍大学教育 - 戦略・戦術道場の功罪』光人社 1975、のち文庫
- 『私の波濤 - あゝ海軍士官一代記』光人社 1975
- 『あゝ日本海軍』光人社 1977
- 『大海軍惜別記』光人社 1979
- 『海軍人造り教育 - ネービー・スピリット警句集』光人社 1980、のち文庫
- 『わが海軍 わが提督 - ネービー・スピリット・アラカルト』光人社 1980
- 『海軍を斬る』図書出版社 1982
- 『米内光政秘書官の回想』光人社 1989
- 『幻の最後通牒 - アメリカ大使館附海軍武官補佐官の太平洋戦争』五月書房 1995

### 翻訳
- C・S・フォレスター『ビスマルク号を撃沈せよ』フジ出版社、1960
  - C.フォリスター『決断 ビスマルク号最後の9日間』フジ出版社 1968、のち新版
- C・W・ニミッツ／E.B.ポッター『ニミッツの太平洋海戦史』富永謙吾共訳 恒文社 1962、新版1992ほか
- V・D・ソコロフスキー『ソ連の軍事戦略』完倉寿郎共訳 恒文社 1964
- レスリー.R.グローブス『私が原爆計画を指揮した マンハッタン計画の内幕』富永謙吾共訳 恒文社 1964、のち新版「原爆はこうしてつくられた」
- D・M・アブシャー／R・V・アレン共編『国家の安全保障』日本国際問題研究所 1966
- ハンソン・ウェイトマン・ボールドウィン『海戦』フジ出版社 1968
- ハンソン・ウェイトマン・ボールドウィン『海難』フジ出版社 1968
- エドウィン・ホイト『潰滅』フジ出版社 1969
- ウォルター・ロード『逆転』フジ出版社 1969
- W・フランク『Uボート作戦』図書出版社 1970
- ブライアン・クーパー『高速魚雷艇 神出鬼没、海のギャング』サンケイ新聞社出版局 1972　第二次世界大戦ブックス
- リチャード・ハンブル『壮烈!ドイツ艦隊 戦艦「ビスマルクの出撃」』サンケイ新聞社出版局 1972 第二次世界大戦ブックス、のち同文庫
- W・H・マクニール『大国の陰謀』富永謙吾共編訳、図書出版社 1982

### 共著・編纂
- 『真珠湾攻撃 日本の運命をかけた奇襲 』富永謙吾監修、小松崎茂絵 （写真で見る太平洋戦争）秋田書店 1972。年少者向け
- 『ドイツ艦隊　宿敵イギリス艦との激突』小松崎茂絵 （写真で見るヨーロッパ戦争）秋田書店 1976。年少者向け
- 『海軍大将米内光政覚書』光人社（高木惣吉写）1978、新版1988。産経NF文庫 2022
- 『現代史資料　太平洋戦争 1-3』（第34・35・36巻）みすず書房、1988、オンデマンド版2004
- 『日本海軍の功罪―五人の佐官が語る歴史の教訓』プレジデント社、1994。野中郁次郎編